# Edgars Šneps
Edgars Šneps (ur. 13 kwietnia 1972 w Jełgawie) – łotewski koszykarz, występujący na pozycjach rzucającego obrońcy oraz niskiego skrzydłowego.

## Osiągnięcia
Drużynowe
- Wicemistrz Ligi Północnoeuropejskiej (1999)
- 4-krotny mistrz Łotwy (1996, 1997, 1998, 1999)
- 2-krotny wicemistrz Polski (2000, 2001)
- 3-krotny wicemistrz Łotwy (1995, 2002, 2003)
- Uczestnik rozgrywek:
  - Pucharu Saporty (1998/99, 2000/01)
  - Pucharu Koracia (1999/2000)
  - Eurocup (1996–1998)

Indywidualne
- MVP finałów ligi łotewskiej (1999)
- Uczestnik meczu gwiazd PLK (2000)[1]
- Uczestnik meczu gwiazd Polska - Gwiazdy PLK (1999)[2]

Reprezentacja
- Uczestnik mistrzostw Europy (1993 – 10. miejsce, 1997 – 16. miejsce, 2003 – 13. miejsce)